# شيشي بونغ
شيشي بونغ (بالكورية:채채퐁 김치퐁) مسلسل أنمي كوري عرض لأول مره من 9 أغسطس 2002، واستمر حتى 28 فبراير 2003، تمت دبلجة المسلسل للغة العربية، وعرض على عدة قنوات عربية.

## القصة
مسلسل شيشي بونغ هو عمل كرتوني يحمل في طياته بُعدًا تربويًا وإنسانيًا، يعبّر من خلاله صنّاعه عن مفاهيم الصداقة، التعايش، والاختلاف بين الشخصيات بأسلوب مبسط يناسب الفئة العمرية للأطفال، لكنه في جوهره يتناول قضايا أعمق مرتبطة بالسلوك الإنساني والتفاعل الاجتماعي.
تتمحور القصة حول شخصيتين رئيسيتين: شيشي بونغ وكيمشي بونغ، اللذين يجسدان ثنائية التوازن بين المنطق والعاطفة. شيشي بونغ يميل إلى التفكير العقلاني واتخاذ القرارات بناءً على التحليل والتخطيط، في حين أن كيمشي بونغ يمثل الطابع العفوي والارتجالي الذي يتبع القلب أكثر من العقل. هذا التباين بين الشخصيتين لا يؤدي إلى صراع، بل يُستخدم كوسيلة لاستكشاف كيفية تعاون المختلفين وتكاملهم للوصول إلى حلول مشتركة.
كل حلقة من حلقات المسلسل تمثل مغامرة مستقلة ذات هدف تربوي، حيث يواجه الصديقان موقفًا يتطلب منهما استخدام مهارات معينة مثل الصبر، التعاون، الإبداع، أو مواجهة الأخطاء. وعلى الرغم من الطابع الكوميدي والسرد الطفولي، إلا أن الرسائل المبطنة تعكس قيمًا مثل قبول الآخر، تحمل المسؤولية، والتعلم من الفشل.
ما يجعل "شيشي بونغ" مميزًا هو أنه لا يقدّم شخصيات مثالية بقدر ما يُظهر شخصيات تتعلم وتنمو من خلال التجربة والخطأ. فهو يُقدّم نموذجًا تربويًا غير مباشر، لا يعتمد على التلقين، بل على بناء مواقف درامية بسيطة تُحفز الطفل على التفكير والتحليل وربط الأحداث بحياته اليومية.
في السياق الثقافي، يمكن اعتبار المسلسل جزءًا من موجة الإنتاجات الكورية الموجهة للأطفال في أوائل الألفينات، والتي حاولت المزج بين الترفيه والتعليم، وتقديم محتوى عالمي بأسلوب محلي. وقد ساهمت دبلجته إلى العربية في توسيع نطاق انتشاره، حيث لاقى رواجًا لدى الأطفال في العالم العربي لما يحمله من روح مرحة وشخصيات محببة.

## روابط خارجية
- شيشي بونغ